# TIMS Acta
TIMS Acta: часопис за спорт, туризам и велнес (енгл. Journal of Sport Sciences, Tourism and Wellness) јесте научни часопис који објављује Факултет за спорт и туризам од 2007. године.

## О часопису
Часопис је посвећен објављивању научних и стручних радова, прегледних чланака и патената из области које су сродне с науком о спорту, здрављу, психологији и туризму. Радови се објављују на енглеском и српском језику. Прилози у часопису се рецензирају, а рецензија је анонимна.
TIMS Acta је доступан у електронској форми на званичном сајту Факултета за спорт и туризам у Новом Саду и у Репозиторијуму Народне библиотеке Србије.
Од 2012. године примењује се и електронско уређивање часописа у сарадњи са Центром за евалуацију у образовању и науци (ЦЕОН). Прва библиометријска процена часописа TIMS Acta, а након тога и библиометријски извештај, урађени су 2013. године.

## Периодичност излажења
Часопис излази два пута годишње.

### Електронски облик часописа
На сајту Факултета за спорт и туризам могу се пронаћи електронске верзије бројева од 2011. године.

## Категоризација часописа
Часопис је рангиран у категоризацији Министарства просвете, науке и технолошког развоја Републике Србије.

## Уредници
Уредништво настоји да својом флексибилном уређивачком политиком, отвореношћу ка савременим темама и новим ауторима употпуни интердисциплинарну природу часописа.
Уредници:
1. Др Виолета Зубанов (од 2012. године)
2. Др Сергеј Остојић (2009 – 2012. године)
3. Др Душан Перић (2007 – 2009. године)

## Теме
- Спорт
- Туризам
- Здравље
- Психологија

## Реферисање у базама података
- СЦИндекс - Српски цитатни индекс[2]